# 2021年希腊山火
2021年希腊山火是自2021年8月上旬以来在希臘经历了历史最高气温（47.1°C 或 116.78°F）的热浪之后，該國多地发生的多起山火  。当局已经疏散了几个村庄和城镇的人群。据英國廣播公司新聞报道，希腊正经历30年来最热的夏天。
最大的山火发生在阿提卡、奥林匹亚、麥西尼亞州，而最具破坏性的山火发生在北优卑亚岛   ，有大约2000人通過船隻疏散至各地。迄今希臘各地山火已烧毁耕地9.3万公顷。 

## 原因调查
截至8月7日，已有3人在雅典、卡拉马塔和中希臘等地区因纵火罪被捕。 8月9日，希腊最高法院检察官Vassilios I. Pliotas呼吁对一个犯罪组织展开调查，該檢察官認為过去一周的火灾是背後有组织在故意纵火。